# Gebied van communautair belang

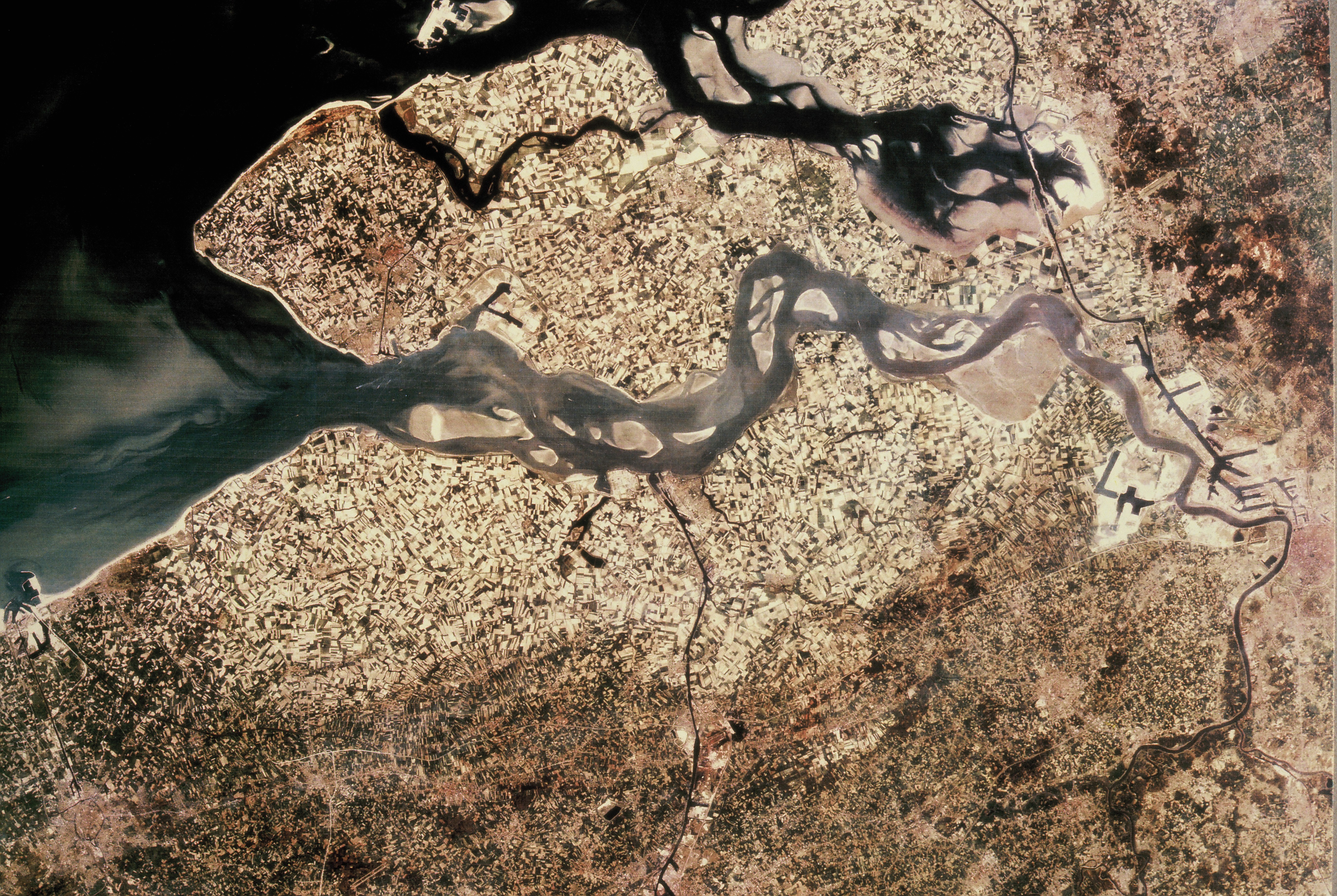
Het Nederlandse Schelde estuarium wordt beschermd onder de Europese Natura 2000-wetgeving

Een gebied van communautair belang is een (natuur-)gebied dat naar de mening van de Europese Commissie betere bescherming verdient. 

## Kader
Een van de doelstellingen van de Europese Unie (EU) is om de biologische diversiteit binnen Europa in stand te houden. Dat wil men bereiken door een goed beheer van de natuurlijke habitats en met de instandhouding van de wilde fauna en flora. Onder de naam Natura 2000 is daarom een ecologisch netwerk van speciale beschermingszones opgericht. Daarnaast zijn en worden er maatregelen genomen om de samenhang van dit Natura 2000-netwerk te versterken, zoals controle en toezicht, de herintroductie van inheemse soorten, de introductie van niet-inheemse soorten en onderzoek en opleiding. Het Natura 2000-netwerk beslaat ongeveer 18 % van het grondgebied van de EU.

## Regelgeving
Het begrip gebied van communautair belang is gedefinieerd in Richtlijn 92/43/EEG van de Raad van 21 mei 1992 inzake de instandhouding van de natuurlijke habitats en de wilde flora en fauna (92/43/EEG) als: 
een gebied dat er in de biogeografische regio of regio's waartoe het behoort, significant toe bijdraagt een type natuurlijke habitat van bijlage I of een soort van bijlage II in een gunstige staat van instandhouding te behouden of te herstellen en ook significant kan bijdragen tot de coherentie van het in artikel 3 bedoelde Natura 2000-netwerk, en/of significant bijdraagt tot de instandhouding van de biologische diversiteit in de betrokken biogeografische regio of regio's.

## Procedure
Om een (natuur-)gebied daadwerkelijk te beschermen dient de volgende procedure te worden gevolgd:
1. Elke lidstaat stelt een lijst samen van gebieden waar de betreffende natuurlijke habitats en de wilde dier- en plantensoorten voorkomen. Als een gebied met een prioritair type natuurlijke habitat of een prioritaire soort niet door de betreffende lidstaat wordt aangemeld kan de Europese Commissie ook zelf initiatief nemen om zo'n gebied als gebied van communautair belang aan te wijzen.
2. De Europese Commissie stelt op basis van die nationale lijsten en in overleg met de lidstaten een lijst op van de gebieden van communautair belang voor elk van de negen biogeografische regio’s van de EU (alpiene gebied, Atlantische zone, Zwarte Zeegebied, boreale regio, continentale regio, Macaronesië, Middellandse Zeegebied, Pannonische regio en steppengebied).
3. De betreffende lidstaat dient vervolgens binnen een termijn van maximaal zes jaar de betreffende gebieden aan te wijzen als speciale beschermingszone, dat wil zeggen dat alles moet worden gedaan om de instandhouding van de habitats te waarborgen en om hun achteruitgang en een aanzienlijke verstoring van de soorten te voorkomen. Eventueel kan een deel van de benodigde financiële middelen uit het budget van de Europese Gemeenschap verstrekt worden.

## Evaluatie
Met ingang van 5 juni 2000 dient elke lidstaat elke zes jaar een verslag over de toepassing van Richtlijn 92/43/EEG aan de Commissie te zenden. Binnen twee jaar na ontvangst van die verslagen dient de Commissie op basis van die verslagen een Gemeenschappelijk rapport over de toepassing van de Richtlijn in de Gemeenschap op te stellen. De conclusies van de laatste rapportage zijn niet positief. In het voorwoord staat onder meer:
 Het natuurlijk kapitaal van Europa gaat achteruit door sociaaleconomische activiteiten zoals landbouw, visserij, transport, industrie, toerisme en verstedelijking. Ook de wereldwijde druk op het milieu is sinds de jaren '90 in een ongekend tempo gegroeid, in grote mate gedreven door economische groei en bevolkingsgroei, en veranderende consumptiepatronen.

#### Nederland
De uitvoering van Richtlijn 92/43/EEG in Nederland verloopt niet gemakkelijk, waarbij onder meer door de Europese Commissie enkele malen een inbreukprocedure tegen Nederland werd ingesteld, vanwege vermeende schending van de EU-wetgeving. Evaluaties op het bos- en natuurbeleid in Nederland zouden laten zien dat de uitvoering van de (formele) maatregelen erg ingewikkeld is. En dat het verlies aan biodiversiteit is vertraagd, maar niet gestopt.